# 瓜維亞雷河畔聖何塞
瓜維亞雷河畔聖何塞（西班牙語：San José del Guaviare），是哥倫比亞的城鎮，也是瓜維亞雷省的首府，位於該國中部瓜維亞雷河畔，距離首都波哥大約400公里，面積16,654平方公里，海拔高度175米，2005年人口39,839。

## 外部連結

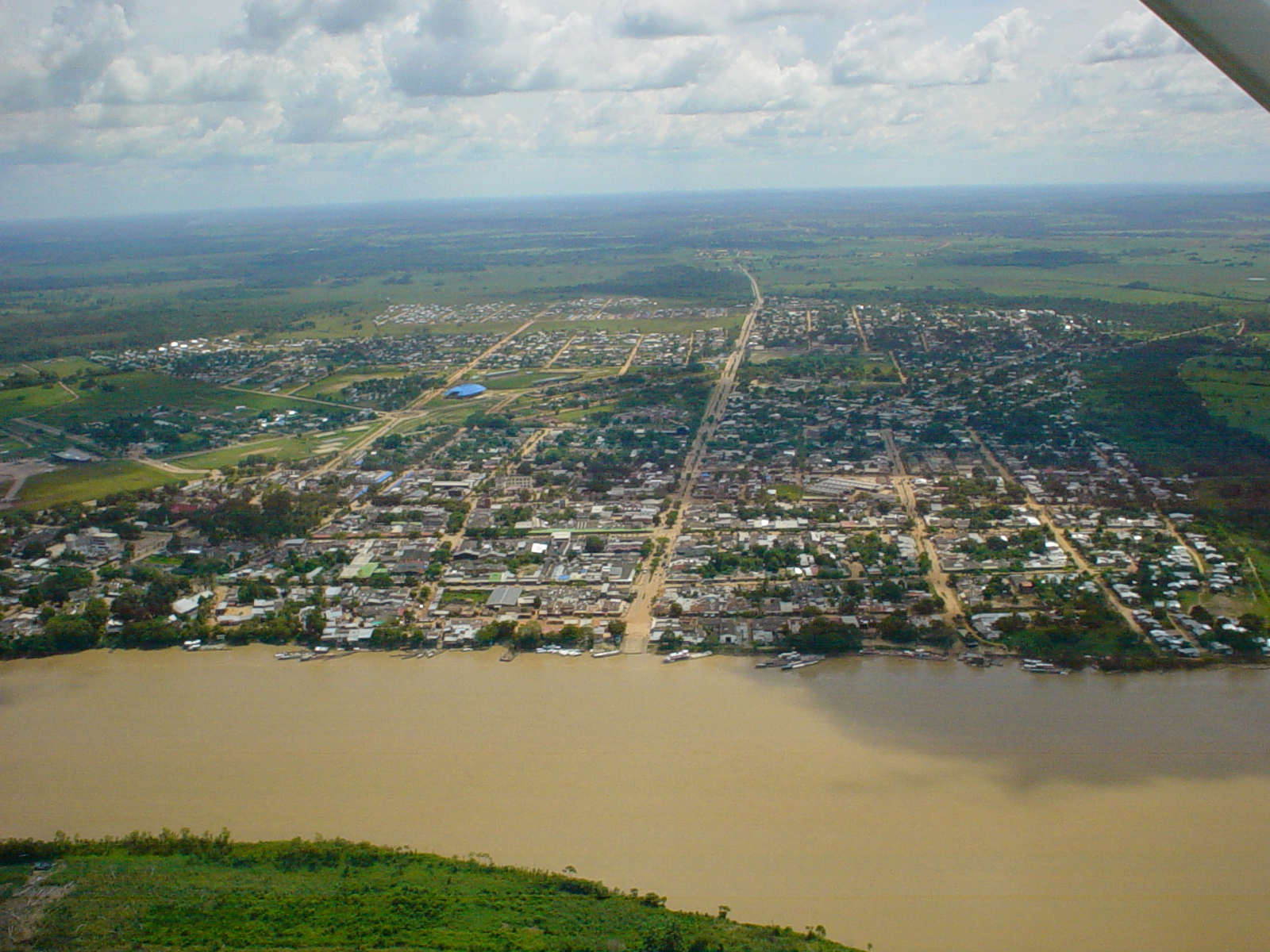

- （西班牙文） San José del Guaviare official website
- Encyclopædia Britannica; San José del Guaviare （页面存档备份，存于）
- （西班牙文） Sistema de Información Ambiental Territorial de la Amazonia colombiana SIAT-AC